# Mark Hijleh
Mark Hijleh (* 1963) ist ein US-amerikanischer Komponist, Musikpädagoge und Dirigent.
Hijleh studierte am Peabody Conservatory Komposition (bis 1991), am Ithaca College Komposition und Dirigieren (bis 1987), und
an der University of Missouri in Kansas City (1987–88), daneben auch am William Jewell College (hier auch Theologie und Kunst).
Zu seinen Lehrern zählten Karel Husa, Morris Moshe Cotel, Jonathan Stock, Barney Childs, James Mobberly und Thomas Benjamin. Dirigieren studierte er bei Philip Posey, Arnold Epley und Rodney Winther, außerdem besuchte er Kurse der American Symphony Orchestra League bei David Zinman, Erich Leinsdorf, Jorge Mester und Maurice Abravanel.
Seit 1993 unterrichtet Hijleh Musiktheorie an der Greatbatch School of Music des Houghton College. Von 1995 bis 2005 leitete er außerdem das Houghton Philharmonia Orchestra. Als Gastdirigent trat er mit dem Buffalo und dem Rochester Philharmoy Orchestra auf. 1994 gründete er das Christian Fellowship of Art Music Composers, dem u. a. James MacMillan und Jeremy Begbie als Ehrenmitglieder angehören. 2001 veröffentlichte er das Buch The Music of Jesus: From Composition to Koinonia. Er ist mit der Sängerin Kelley Ruth Hijleh verheiratet.

## Werke
- Filmmusik zu The View, 1987
- Filmmusik zu The Audition, 1987
- Filmmusik zu Six Cents From a Stranger, 1987
- String Quartet #1: Offering for a New Creation, 1990
- Like a River Glorious, Choralbearbeitung, 1990
- Homage to Messiaen, 1994
- Violin Concerto, 1995
- Silent Night, Choralbearbeitung, 1995
- It Came Upon the Midnight Clear, Choralbearbeitung, 1995
- Good Christians All Rejoice, Choralbearbeitung, 1997
- Surely Goodness and Mercy, Choralbearbeitung, 2000
- Fantasia on "Shout to the Lord", 2000
- O Ignis Spiritus, 2001
- The Stoning of Stephen, 2001
- Filmmusik zu Fresco, 2005
- Filmmusik zu Three Aces Over Kings Field, 2006
- Filmmusik zu Inspiration, 2006
- Filmmusik zu Trial, 2006
- Such a Time, 2007
- Filmmusik zu The Prairie Pirates, 2007
- Filmmusik zu Past, 2007
- Filmmusik zu Beetle Blasphemy, 2007